# Madeleine Thien
Madeleine Thien (chino tradicional: 鄧敏靈; chino simplificado: 邓敏灵; nacida en 1974) es una escritora de cuentos y novelista canadiense. En el Oxford Handbook of Canadian Literature se considera que su obra refleja el carácter cada vez más transcultural de la literatura canadiense, que explora el arte, la expresión y la política dentro de Camboya y China, así como dentro de las comunidades asiáticas diaspóricas. La novela de Thien, aclamada por la crítica, Do Not Say We Have Nothing, ganó el Premio del Gobernador General de 2016 para la ficción en lengua inglesa, el Premio Scotiabank Giller y el Premio Edward Stanford de Escritura de Viajes para la ficción. Fue preseleccionada para el Premio Man Booker 2016, el Premio Baileys de Ficción para Mujeres 2017 y el Premio Rathbones Folio 2017. Sus libros han sido traducidos a más de 25 idiomas.

## Primeros años y educación
Thien nació en Vancouver, Columbia Británica, en 1974, de padre chino malayo y madre china de Hong Kong. Estudió danza contemporánea en la Universidad Simon Fraser y obtuvo un máster en Bellas Artes especializado en escritura creativa en la Universidad de Columbia Británica. Thien tomó la decisión de cambiar la danza por la escritura creativa por varias razones, pero principalmente por el hecho de que sentía que no tenía talento para la danza, a pesar de su pasión por el arte. Antes de trabajar como editora de la revista Rice Paper, trabajó desde muy joven en puestos administrativos, de venta al por menor y en restaurantes. Thien fue finalista del premio RBC Bronwen Wallace de Writers' Trust of Canada para escritores emergentes en 1999, y en 2001 recibió el premio de escritores emergentes del Asian Canadian Writers' Workshop por su colección de relatos Simple Recipes.

## Carrera profesional
Muchas de las obras de Thien se centran en el tema del tiempo en conexión con el lugar y la emoción humana. En una entrevista con Granta de 2016, afirmóa que estaba pensando en "la forma en que se expresa la vida de las mujeres en la literatura en este momento", y que le interesaba escribir sobre las mujeres de color y la sexualidad.

### Publicaciones
En 2001 se publicó su primer libro, titulado Simple Recipes. El libro es una colección de piezas cortas de ficción que exploran los conflictos en las relaciones intergeneracionales y, en dos historias, interculturales. Ese mismo año, Thien adaptó el cortometraje de la National Film Board del artista Joe Chang, The Chinese Violin (2001), en un libro para niños. La historia sigue el viaje de una joven china mientras ella y su padre músico se adaptan a la vida en Vancouver.
La primera novela de Thien, Certainty (Toronto: M&S, 2006; Nueva York: Little, Brown, 2007; Londres: Faber, 2007), sigue a una productora de documentales en su búsqueda de la verdad sobre la experiencia de su padre viviendo en la Malasia ocupada por Japón. La novela ha sido publicada internacionalmente y traducida a 16 idiomas.
Su segunda novela, Dogs at the Perimeter (Toronto: M&S, 2011; Londres: Granta Books, 2012), trata sobre los asociados del Centro de Investigación del Cerebro de Montreal y sus traumáticos vínculos con el genocidio de Camboya. La novela ha sido traducida a nueve idiomas.
Su última novela, Do Not Say We Have Nothing (2016), sigue la vida de Li-Ling, la hija de un inmigrante chino, mientras se convierte en la guardiana de una obra misteriosa, el Libro de los Récords, tras el suicidio de su padre. La historia también se centra en la vida de su padre y sus amigos como jóvenes músicos que crecieron en China durante la Revolución Cultural.

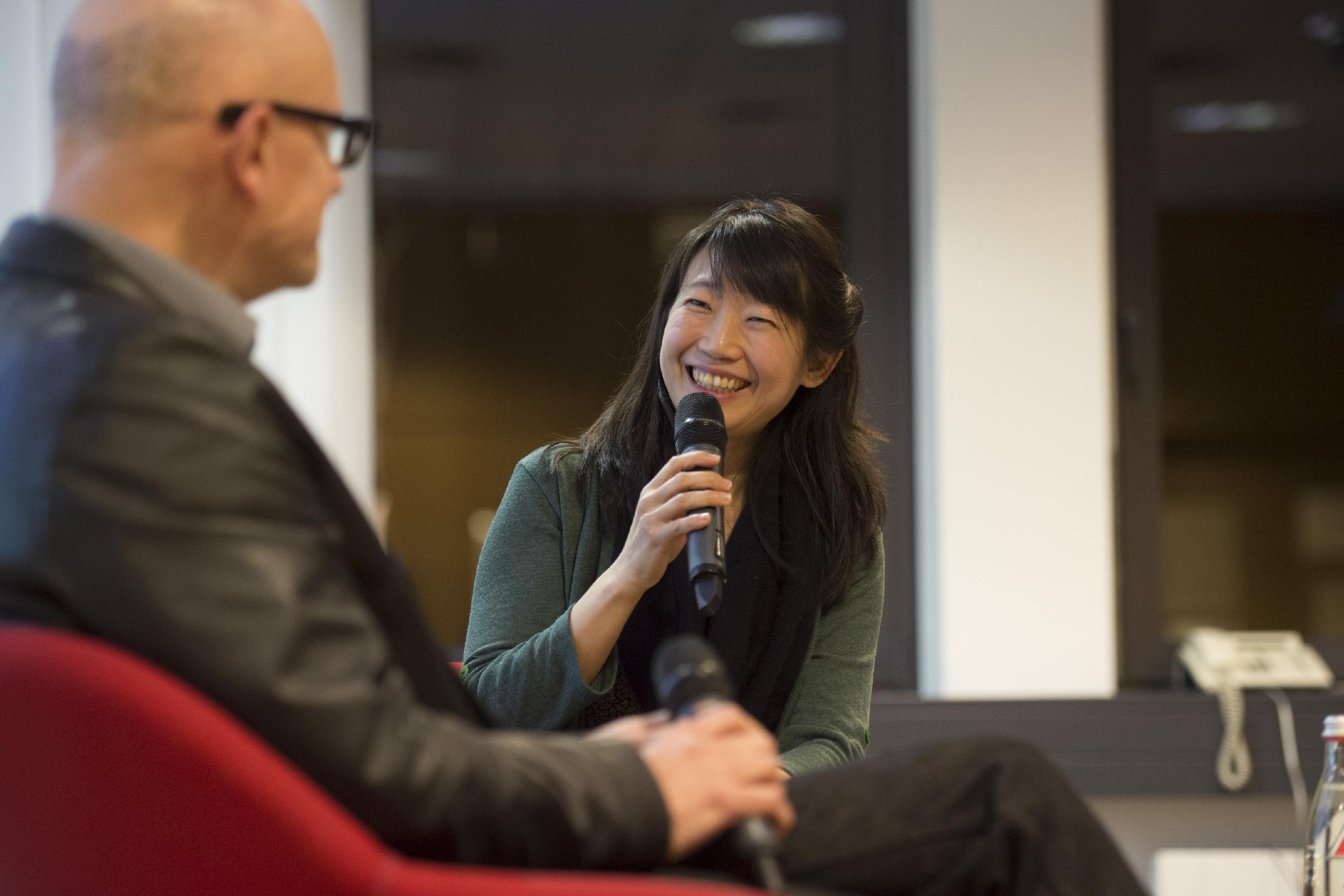
Madeleine Thien en Bonn, Alemania, 2015, entrevistada por Dietmar Kanthak

### Académico
En 2008, Thien fue invitada a participar en el Programa Internacional de Escritura de la Universidad de Iowa, y en la gira de estudios de 2010 financiada por el Departamento de Estado de IWP por los Estados Unidos, que invitó a ocho escritores internacionales, incluidos Kei Miller, Eduardo Halfon, Billy Kahora y Khet Mar, para explorar los legados no resueltos de la historia estadounidense. Su ensayo "The Grand Tour: A la sombra de James Baldwin" concluye la colección de ensayos de 2015, Fall and Rise, American Style: Ocho escritores internacionales entre Gettysburg y el Golfo  La gira de estudios fue el tema del documental del cineasta Sahar Sarshar, Writing in Motion: A Nation Divided .
En 2013, Thien fue la escritora residente de la Universidad Simon Fraser. De 2010 a 2015, formó parte del profesorado internacional del programa de maestría en escritura creativa de la Universidad de la ciudad de Hong Kong. Escribió sobre el abrupto cierre del programa, y la represión de la libertad de expresión en Hong Kong, en un ensayo para The Guardian. En 2016, Thien se opuso a la gestión de la Universidad de Columbia Británica de las denuncias presentadas contra Steven Galloway, profesor del departamento de Escritura Creativa hasta que fue despedido. En una carta de cinco páginas, subrayó la importancia del debido proceso y pidió que se retirara su nombre de todo el material promocional de la UBC. Actualmente enseña en el programa MFA del Brooklyn College.

## Premios y nominaciones
El primer libro de Thien, Simple Recipes (Toronto: M&S, 2001; Nueva York: Little, Brown, 2002), una colección de cuentos, ganó el City of Vancouver Book Award, el VanCity Book Prize y el Ethel Wilson Fiction Prize . Recibió los elogios de la Premio Nobel Alice Munro, que escribió: "Este es sin duda el debut de una espléndida escritora. Me asombra la claridad y la facilidad de la escritura, y una especie de pureza emocional.
Su novela Certainty (Toronto: M&S, 2006; Nueva York: Little, Brown, 2007; Londres: Faber, 2007), ganó el premio Amazon.ca/Books in Canada First Novel Award, el Ovid Festival Prize y fue finalista del Premio Kiriyama de ficción.
Su segunda novela, Dogs at the Perimeter (Toronto: M&S, 2011; Londres: Granta Books, 2012), fue finalista del Premio Hugh MacLennan de ficción y del Premio Internacional de Literatura 2014 - Haus der Kulturen der Welt . La novela ganó el de: LiBeraturpreis 2015, otorgado por la Feria del Libro de Frankfurt y que reconoce obras de ficción de África, Asia, América Latina y Oriente Medio. Los autores preseleccionados para el premio 2015 fueron Chimamanda Ngozi Adichie, Shani Boianjiu y NoViolet Bulawayo .
El cuento de Thien, "The Wedding Cake", fue preseleccionado para el premio al relato corto del banco privado EFG del Sunday Times 2015, el premio más rico del mundo por un solo cuento.
Su novela de 2016, Do Not Say We Have Nothing, ganó el Premio del Gobernador General a la ficción en inglés y el Premio Scotiabank Giller de 2016. También fue preseleccionada para el premio Man Booker 2016, el premio femenino de ficción Baileys 2017, y el premio Rathbones Folio 2017. Antes de su publicación en los Estados Unidos, fue incluido en la lista larga de ficción de las medallas Andrew Carnegie a la excelencia en ficción y no ficción. Ha sido traducido a 17 idiomas.

## Vida personal
Thien vive en Montreal y es pareja de hecho del novelista Rawi Hage.